# GameSpot
A GameSpot egy videójátékokkal foglalkozó weboldal ami híreket, kritikákat, előzeteseket és letöltéseket tesz közzé. Az oldalt 1996-ban alapította Pete Deemer és Vince Broady. Megvásárolta a ZDNet, amit később a CNET Networks. A CBS Interactive ami 2008-ban vásárolta meg a CNET Networks-t a GameSpot jelenlegi tulajdonosa. A GameSpot.com benne van a 200 leglátogatottabb weboldal között az Alexa szerint.
Az oldalon a GameSpot íróin kívül a regisztrált felhasználók is írhatnak kritikákat.
2004-ben a GameSpot-ot a Spike TV nézői megszavazták a legjobb játékkal foglalkozó weboldalnak és később többször is megnyerte a Webby Awards-ot.
A GameSpot főoldalán lehet olvasni a legfrissebb játékokat érintő híreket, kritikákat. Jelenleg ezekkel a platformokkal foglalkoznak: Wii, Nintendo DS, PC, Xbox 360, PSP, PS2 és PS3, ezeken kívül találhatóak még Nintendo 64, Nintendo GameCube, Game Boy Color, Game Boy Advance, Xbox, PlayStation, Sega Saturn, Dreamcast, Neo Geo Pocket Color, N-Gage, és mobiltelefonos játékok kritikái is.

## Története
Az alapításkor szinte csak PC játékokkal foglalkoztak. A testvéroldalát a VideoGameSpot.com-ot 1996 decemberében indították el, hogy foglalkozzon a konzolos játékokkal. 1997-ben a VideoGameSpot.com VideoGames.com lett egy rövid időre majd 1998-ban egyesült a két oldal.
2005. október 3-án a TV.com-hoz hasonló designra váltotta a GameSpot.
A GameSpot UK-t (Egyesült Királyság) 1997 októberében alapították és 2002-ben zárták be. 2006. április 24-én a GameSpot UK-t újra elindították.
A GameSpot AU (Ausztrália) 2003-ban szűnt meg és 2006-ban indították újra.
A GameSpot Japan-t (Japán) 2007-ben alapították meg.

### Az év játéka
A GameSpot minden évben megválasztja az év legjobb és legrosszabb játékát is.
A GameSpot év játéka díj nyertesei:
- 1996: Diablo (PC)[7]
- 1997: Total Annihilation (PC)[8]
- 1999: Soulcalibur (Dreamcast)[9] és EverQuest (PC)[10]
- 2000: Chrono Cross (PlayStation)[11] és The Sims (PC)[12]
- 2001: Grand Theft Auto III (PlayStation 2)[13] és Serious Sam: The First Encounter (PC)[14]
- 2002: Metroid Prime (GameCube)[15]
- 2003: The Legend of Zelda: The Wind Waker (GameCube)[16]
- 2004: World of Warcraft (PC)[17]
- 2005: Resident Evil 4 (GameCube)[18]
- 2006: Gears of War (Xbox 360)[19]
- 2007: Super Mario Galaxy (Wii)[20]
- 2008: Metal Gear Solid 4: Guns of the Patriots (PlayStation 3)[21]

### Az év legrosszabb játéka
- 1996: Catfight (PC)
- 1997: Conquest Earth (PC)
- 1998: Spawn: The Eternal (PlayStation) és Jurassic Park: Trespasser (PC)
- 1999: Superman 64 (N64) és SkyDive! (PC)
- 2000: Spirit of Speed 1937 (Dreamcast) és Blaze & Blade (PC)
- 2001: Kabuki Warriors (Xbox) és Survivor (PC)
- 2002: Jeremy McGrath Supercross World (GameCube), Gravity Games Bike: Street Vert Dirt (PS2 & Xbox), Mortal Kombat Advance (Game Boy Advance) és Demonworld: Dark Armies (PC)
- 2003: Gods and Generals (PC)
- 2004: Big Rigs: Over the Road Racing (PC)
- 2005: Land of the Dead: Road to Fiddler's Green (Xbox & PC)
- 2006: Bomberman: Act Zero (Xbox 360)
- 2007: Hour of Victory (Xbox 360)
- 2008: M&Ms Kart Racing (Wii & DS)